# Mala (pel·lícula)
Mala és una pel·lícula argentina policial de 2013 coescrita i dirigida per Adrián Caetano i protagonitzada per Florencia Raggi i Juana Viale. Es va estrenar a l'Argentina el 14 de febrer de 2013.

## Argument
Rosario (Florencia Raggi) és una dona de trenta anys d'edat que dedica la seva vida a matar per diners a homes que maltracten o abusen de dones, sense importar la classe social ni les raons polítiques. És metòdica, acurada, perfeccionista, però no sempre va anar així, quan va començar amb aquest "treball" els seus assassinats eren brutals pel maldestre i l'odi que carregaven. Una raó, almenys, té Rosario per a actuar així, aquest secret que amaga en un calidoscopi del qual mai se separa.
Va anar convertint-se en un mite i els seus assassinats van ser cada vegada més precisos, freds i millor remunerats. Va créixer la seva fama en la premsa, va créixer la quantitat de policies després d'ella, i va créixer la recompensa. Les dones la busquen com a una verge perquè acabi amb el seu martiri, sigui per justícia o per un preu. Fins que una nit la policia dona amb ella i la captura després d'una persecució extralimitada. A la presó, dos policies homes la colpegen i torturen.
Això semblava donar-li fi al mite, fins que apareix María (Ana Celentano), una dona invàlida per histèria des que el seu espòs Rodrigo (Rafael Ferro) la va abandonar i se’n va anar amb una altra dona per no haver-li donat un fill. María aconsegueix salvar a Rosario gràcies a que té influències en les més altes esferes de poder. Però la condició que María li imposa a Rosario pel seu alliberament és que ella faci un treball distint per venjar-se de Rodrigo. Rosario, al no tenir elecció, accepta, ja que María té a les seves mans, no la seva llibertat, sinó el calidoscopi que tant anhela recuperar.
Per part seva, Rodrigo està a punt de contreure matrimoni amb Angélica (Juana Viale), qui està embarassada. Per a María, això no és just, i vol que Rosario enamori a Rodrigo i després el deixi, per així arruïnar-li la vida i fer-lo sofrir. Quan Rosario comença el seu "treball", descobreix que res és el que sembla i el que semblava un pla simple es converteix en un pla complex i malalt.

## Repartiment
- Florencia Raggi... Rosario
- Juana Viale... Angélica
- Liz Solari... Rosario
- María Dupláa... Rosario
- Brenda Gandini... Rosario (Patricia)
- Rafael Ferro... Rodrigo
- Ana Celentano... María
- Julián Krakov... Carlos Javier
- Ezequiel Castaño
- Arturo Goetz
- Daniel Valenzuela
- Susana Pampín
- Laura Espínola
- Rubén Noceda
- Rogelio Gracia
- Erasmo Olivera
- Alejandro Ciancio

## Producció
Es va filmar a Buenos Aires durant 2012.